# Hanns Fuchs
Hanns Fuchs (auch: Hanns Fuchs-Stadthagen sowie die Pseudonyme Hanns Passeyer und Hanns Harro; * 1. Oktober 1881 in Stadthagen; † nach 1909) war ein deutscher Schriftsteller, der zu Beginn des 20. Jahrhunderts unter anderem Titel zum Thema Homosexualität veröffentlichte.

## Leben
Hanns Fuchs publizierte zwischen seinem 20. Lebensjahr und 1910 mehr als zwanzig Schriften. Seine Werke spiegeln oftmals Lokalkolorit aus Hannover. Eine 1903 in Berlin verlegte Schrift zum Thema Richard Wagner und die Homosexualität wurde später in überarbeiteter und gekürzter Form von Hans Eppendorfer neu veröffentlicht. 
Bereits 1901 bekannte sich Fuchs öffentlich zu seiner Homosexualität. Eugen Wilhelm, der Rezensent im von Magnus Hirschfeld herausgegebenen Jahrbuch für sexuelle Zwischenstufen lobte Fuchs im Jahre 1904 für sein Selbstbekenntnis. Neben Fuchs sind heute nur die Dichter Adolf Brand, Peter Hamecher und Hermann von Teschenberg als öffentlich bekennende Schwule der wilhelminischen Epoche bekannt.
Fuchs war auch Gründungsmitglied der „Gemeinschaft der Eigenen“, 1903 von Adolf Brand zur Verbreitung seiner Zeitschrift Der Eigene gegründet. In den Jahren 1903 bis 1905 erschienen dort mehrere Beiträge aus seiner Feder.
Vermutlich kannte Fuchs den aus Sulingen stammenden Fabrikanten J. Heinrich Dencker, führendes Mitglied des Wissenschaftlich-humanitären Komitees und einer der ersten Männer der ersten Schwulenbewegung in der preußischen Provinz Hannover.
Nach 1909 verschwand Fuchs, vermutlich im Osmanischen Reich. 1930 wurde er in Darmstadt für tot erklärt.

## Schriften (Auswahl)
- Claire. Ein masochistischer Roman in Tagebuchblättern und Briefen.
  - 1.–4. Tsd., Caesar Schmidt, Zürich [um 1901]
  - 1.–4. Tsd., Barsdorf, Berlin 1903
- Aus Herrenblut. Novelle in Tagebuchblättern und Briefen. Marcus, Berlin [1903]
- Richard Wagner und die Homosexualität. Barsdorf, Berlin 1903. 2. Auflage, Reprint [der] 1. Auflage, Barsdorf, Berlin 1903, überarb. und gekürzt von Hans Eppendorfer, Janssen, Berlin 1992, ISBN 3-925443-20-7
- Auf Dornenpfaden, Ein masochistischer Roman. Berlin, H. Basdorf, 1904.
- Sinnen und Lauschen. Briefe an einen Freund. Ein Beitrag zur Psychologie der Homosexualität. Leipziger Verlag, Leipzig [um 1905]
- Einzelnachweise

1. 1 2 3  Rainer Hoffschildt: J. Heinrich Dencker (1860–1921), Aktivist der ersten Stunde. In: Jens Dobler (Red.): Mitteilungen der Magnus-Hirschfeld-Gesellschaft. Nr. 50/51, 2014, S. 92–95
2. ↑  „Wir, die homosexuell empfindenden Schriftsteller und Künstler, werden uns ohne Besinnen auf Hirschfelds Standpunkt stellen.“Hanns Fuchs: Die dichterische Verwertung der Homosexualität, in: Der Literat (Braunschweig), Band 2, 1901, Heft 1, S. 99; nachgedruckt in: Capri, Zeitschrift für schwule Geschichte, Nr. 24, Oktober 1997, S. 46 f.
3. ↑  „Besondere Hervorhebung verdient die Tatsache, dass sich Fuchs offen als Homosexueller bekennt. Eine solche mutige Erklärung, die sich heute noch allerdings die wenigsten Homosexuellen erlauben können, sollte allgemeine Nachahmung finden. Denn würden alle Homosexuellen ihre Homosexualität offenkundig machen, dann wäre ein Weiterbestehen des § 175 bald unmöglich.“ Jahrbuch für sexuelle Zwischenstufen, Jg. 1904, S. 854.
4. ↑  Vgl. M.Herzer: Going Public 1901. Vorbemerkung über den Dichter Hanns Fuchs, in: Capri, Zeitschrift für schwule Geschichte, Nr. 24 (Oktober 1997), S. 45.
5. ↑  M. Keilson-Lauritz: Die Geschichte der eigenen Geschichte. Berlin 1997, S. 404.
6. ↑  Mitchell Morris: Homosexuality and the Manly Absolute: Hanns Fuchs on Richard Wagner. In: The Opera Quarterly. Jahrgang 22, 2006, Nr. 2, S. 328–333.

| Personendaten    | Personendaten                                                                  |
| ---------------- | ------------------------------------------------------------------------------ |
| NAME             | Fuchs, Hanns                                                                   |
| ALTERNATIVNAMEN  | Fuchs-Stadthagen, Hanns; Passeyer, Hanns (Pseudonym); Harro, Hanns (Pseudonym) |
| KURZBESCHREIBUNG | deutscher Schriftsteller zum Thema Homosexualität                              |
| GEBURTSDATUM     | 1. Oktober 1881                                                                |
| GEBURTSORT       | Stadthagen                                                                     |
| STERBEDATUM      | nach 1909                                                                      |